# It'z Me
It'z Me – drugi minialbum południowokoreańskiej grupy Itzy, wydany 9 marca 2020 roku przez wytwórnię JYP Entertainment. Płytę promował singel „Wannabe”.

## Lista utworów
| CD | CD                                  | CD                                            | CD                                                                                    | CD                          | CD      |
| Nr | Tytuł utworu                        | Tekst                                         | Kompozycja                                                                            | Aranżacja                   | Długość |
| -- | ----------------------------------- | --------------------------------------------- | ------------------------------------------------------------------------------------- | --------------------------- | ------- |
| 1. | „Wannabe”                           | Galactika                                     | Galactika                                                                             | Team Galactika              | 3:12    |
| 2. | „Ting Ting Ting” (z Oliver Heldens) | Penomeco, Lee Seu-ran, Kang Eun-jeong         | Warren "Oak" Felder, Janee “Jin Jin” Bennett, Oliver Heldens                          | Oak Felder, Oliver Heldens  | 3:39    |
| 3. | „That's a No No”                    | Shim Eunji, KASS                              | Shim Eunji, KASS, Ariowa Irosogie                                                     | Shim Eunji, KASS            | 3:00    |
| 4. | „Nobody Like You”                   | Yubin, Josh Record, Andrew Bullimore          | Lee Woo-min ‘Collapsedone’, Josh Record, Andrew Bullimore                             | Lee Woo-min ‘Collapsedone’[ | 3:17    |
| 5. | „You Make Me”                       | Lee Seu-ran, earattack, Miranda Glory Inzunza | earattack, Miranda Glory Inzunza, Matthew Ferree                                      | earattack, 공도             | 3:03    |
| 6. | „I Don't Wanna Dance”               | JQ (제이큐), makeumine works (정세희)         | Anne Judith Stokke Wik, Nermin Harambašić, Jin By Jin, Seung Eun Oh, Andreas Baertels | Jin by Jin                  | 3:09    |
| 7. | „24Hrs”                             | Penomeco                                      | SOPHIE, Lola Blanc                                                                    | SOPHIE                      | 2:07    |

## Notowania
| Lista                              | Pozycja |
| ---------------------------------- | ------- |
| South Korean Albums (Circle)       | 1       |
| Japanese Albums (Oricon)           | 13      |
| Japan Hot Albums (Billboard Japan) | 37      |
| Polish Albums (ZPAV)               | 27      |
| US World Albums (Billboard)        | 5       |

## Nagrody w programach muzycznych
| Program               | Data            | Źródło |
| --------------------- | --------------- | ------ |
| M Countdown (Mnet)    | 19 marca 2020   | [ 7 ]  |
| M Countdown (Mnet)    | 26 marca 2020   | [ 8 ]  |
| M Countdown (Mnet)    | 2 kwietnia 2020 | [ 9 ]  |
| Inkigayo (SBS)        | 22 marca 2020   | [ 10 ] |
| Inkigayo (SBS)        | 29 marca 2020   | [ 11 ] |
| Inkigayo (SBS)        | 5 kwietnia 2020 | [ 12 ] |
| Show Champion (MBC M) | 25 marca 2020   | [ 13 ] |
| Show Champion (MBC M) | 1 kwietnia 2020 | [ 14 ] |

## Sprzedaż
| Kraj             | Sprzedaż |
| ---------------- | -------- |
| Korea Południowa | 198 251  |
| Japonia          | 10 386   |